# Peter Simons
Peter Simons (Antwerpen, 20 juli 1946 – Grimbergen, 29 augustus 2005) was een bekend en veel gelauwerd Belgisch film- en tv-regisseur.
Simons werd in Antwerpen geboren en was de zoon van de acteur Jos Simons. Hij begon zijn loopbaan als assistent van Fons Rademakers ten tijde van het draaien van de film Mira. Hierna werd hij assistent-regisseur van onder meer Roland Verhavert, Hugo Claus en Wies Andersen. Van 1973 tot 1990 werkte hij bij de toenmalige BRT als regisseur van series zoals Langs de Kade en Niet voor publikatie. 
Daarna maakte hij onder meer Bex & Blanche voor VTM. In 1995 kreeg hij van SABAM de "Audio-visuele Prijs voor Televisie" als bekroning voor zijn gehele oeuvre. In 1998 richtte hij mee het productiehuis "Skyline Film & Television" op, dat series zoals Stille Waters en Aspe voortbracht, evenals de bioscoopfim De Indringer. Hij was ook docent filmregie aan het RITS.
Hij stierf op 29 augustus 2005 in Grimbergen, toen hij met zijn motorfiets gegrepen werd door een auto die van rijstrook veranderde. Hij laat een vrouw, Melinda Van Berlo, vier kinderen (Tom, San, Ben en Clio) en twee kleinkinderen (Mats en Victor) achter.